# Ԟ
Ne doit pas être confondu avec la lettre cyrillique ka barré ‹ Ҟ ›.
Le K aléoute, Ԟ (minuscule : ԟ) est une lettre de l’alphabet cyrillique qui a été utilisée dans l’écriture de l’aléoute. Elle est composée du К de l’alphabet cyrillique avec une barre au travers de la diagonale supérieure.

## Utilisation

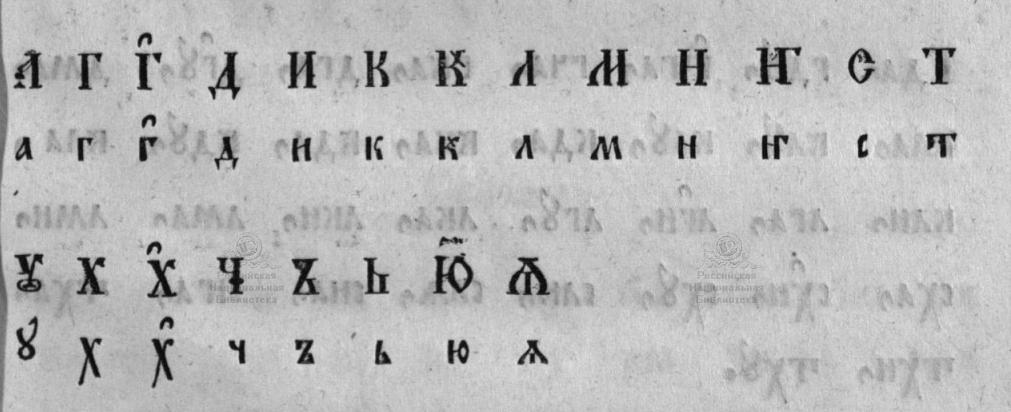
Alphabet aléoute en 1846.

Le ka barré diagonalement a été utilisé en aléoute au XIXe siècle.

## Représentation informatique
Cette lettre possède les représentations Unicode suivantes :
| formes    | représentations | chaînes de caractères | points de code | descriptions                           |
| --------- | --------------- | --------------------- | -------------- | -------------------------------------- |
| capitale  | Ԟ               | Ԟ                     | U+051E         | lettre majuscule cyrillique ka aléoute |
| minuscule | ԟ               | ԟ                     | U+051F         | lettre minuscule cyrillique ka aléoute |